# Here (album, Adrian Belew)
Here je studiové album Adriana Belewa, vydané v roce 1994 u vydavatelství Plan 9/Caroline Records. Všechny nástroje si na albu nahrál sám Belew.

## Seznam skladeb
| Pořadí         | Název                      | Délka |
| -------------- | -------------------------- | ----- |
| 1.             | May 1, 1990                | 4:02  |
| 2.             | I See You                  | 2:42  |
| 3.             | Survival in the Wild       | 4:09  |
| 4.             | Fly                        | 4:45  |
| 5.             | Never Enough               | 3:43  |
| 6.             | Peace on Earth             | 2:55  |
| 7.             | Burned by the Fire We Make | 3:10  |
| 8.             | Dreamlife                  | 2:29  |
| 9.             | Here                       | 4:28  |
| 10.            | Brave New World            | 3:44  |
| 11.            | Futurevision               | 4:15  |
| 12.            | Postcard from Holland      | 2:49  |
| 13.            | Hidden Track               | 1:46  |
| Celková délka: | Celková délka:             | 45:11 |